# JJ+E
JJ+E es una película dramática sueca de 2021 dirigida por Alexis Almström, escrita por Dunja Vujovic, basada en el libro Vinterviken de Mats Wahl y protagonizada por Magnus Krepper, Marika Lagercrantz y Simon Mezher. Fue lanzado por Netflix el 8 de septiembre de 2021.

## Reparto
- Magnus Krepper como Frank
- Marika Lagercrantz como Victoria
- Simon Mezher como Jacob
- Mustapha Aarab como John John
- Albin Grenholm como Patrik
- Loreen como Maria
- Elsa Öhrn como Elisabeth
- Jonay Pineda Skallak como Sluggo
- Elsa Bergström Terent como Patricia
- Otto Hargne como Karl
- Ambra Andela Ugorji como Dunya
- Pär Boman como Festgäst
- Andreas Gauffin como Kock
- Mikael Örjansberg como Festgäst